# Mineralna vuna
Mineralna vuna je dobar toplinski izolator s koeficijentom toplinske vodljivosti k između 0,035 i 0,045 W/mK, što je uvrštava među najbolje toplinske izolatore. To je izolacijski materijal mineralnog porijekla za toplinsku, zvučnu i protupožarnu izolaciju u građevinarstvu, industriji i brodogradnji. Mineralna vuna ima visoku otpornost na požar, paropropusna je i djelomično vodootporna. Otporna je na starenje i raspadanje, te na mikroorganizme i kukce. Koristi se u svim vanjskim konstrukcijama za toplinsku zaštitu, te u pregradnim zidovima za zvučnu zaštitu. Jedino mjesto gdje se ne preporuča je za izolaciju podrumskih zidova pod zemljom.
Dobiva se ili propuhivanjem pare (zraka) kroz užarenu zguru (šljaka) visokih peći ili prelijevanjem mase dijabaza (na temperaturi od 1600-1700 °C) preko brzo rotirajućih, šamotnih diskova. Dobivene fine staklaste niti slažu se u "vunu". Gustoća ove vune se kreće između 40-50 i 200-300 kg/m3, a ovisi o stupnju zbijenosti. Priprema se (pakira) u rastresitom stanju, u užetima, u vidu filca, jastuka (u rolama, na mekoj podlozi ili jednostavno proširenih na pergamentu) i u obliku polutvrdih ploča uz dodatak veziva, fenolnih smola. Ove su ploče zbog tih smola otporne samo do temperatura od 250 °C. Inače neobrađena vuna podnosi temperature do 800 °C. Mineralna je vuna, u bilo kojem vidu, premekana za direktnu podlogu hidroizolaciji. Ako se ugrađuje u vertikalnom položaju, mora se osigurati pridržavanje (osim za ploče).
Mineralna vuna je nekoliko desetaka puta paropropusnija od ostalih fasadnih izolacija i zahvaljujući tom svojstvu zidovi kuće dišu i ujedno ne dolazi do pojave po zdravlje opasnih plijesni i gljivica. Četveročlana obitelj dnevno proizvede i do 8 litara vlage koja se zadržava u prostoru ako ne može proći van! Struktura vlakana mineralne vune osigurava izvrsnu zvučnu izolaciju vanjskog zida, smanjuje razinu buke koja dopire izvana i doprinosi ugodnijem boravku. Mineralna vuna je izuzetno postojan materijal koji zadržava svojstva kroz duže vrijeme i ne mijenja dimenzije koje uzrokuju naprezanja i mikropukotine na fasadi. Mineralna vuna je otporna na kemikalije i nije pogodan materijal za kukce koji se mogu nastaniti u nekim drugim izolacijskim materijalima i dovesti do oštećenja, svojom elastičnom strukturom doprinosi otpornosti fasade na udarce.

## Razlika između mineralne, staklene i kamene vune
Pod mineralnom vunom se podrazumevaju i staklena i kamena vuna. Razlika između njih je u sirovini od koje se dobivaju, tehnološkom postupku i krajnjim osobinama materijala. Glavna sirovina od koje se dobiva staklena vuna je kvarcni pijesak s dodatkom recikliranog stakla. Kamena vuna se dobiva od kamenih minerala, dolomita, bazalta i diabaza s dodatkom koksa.
Razlika je u načinu izrade vlakana: staklena vlakna se izrađuju ulivanjem istopljenog stakla u rotore, kamena pak s nalivanjem istopljene kamene smeše na rotacione valjke. Vlakna od staklene vune su elastičnija i približno 10 puta duža. Povratna elastičnost vlakana omogućava sabijanje na 5 puta manji obujam, što podrazumeva manji obujam u transportu i skladištenju. Ugradnja je jednostavnija, jer nije potrebno precizno rezanje materijala na ugradnu mjeru. Po ugradnji praktično ne ostaju prazna i nepopunjena mesta, koja predstavljaju toplinske mostove.

### Kamena vuna
- kratka vlakna
- veće gustoće proizvoda od 30 do 200 kg/m3
- visoka čvrstoća na tlak
- koeficijent toplinske vodljivosti k u granicma od 0,035 do 0,039 W/mK
- odlično upija zvučnu energiju
- negoriv materijal, klasa negorivosti A1
- maksimalna radna temperatura 750 °C
- veća otpornost na požar
- visoka temperatura taljenja, preko 1000°C
- niža elastičnost materijala
- niska zatezna čvrstoća
- veoma otporna na eventualna mehanička oštećenja prilikom rukovanja[4]

### Staklena vuna
- dugačka vlakna
- manje gustoće proizvoda od 11 do 45 kg/m3
- niža čvrstoća na tlak
- koeficijent toplinske vodljivosti u granicama od 0,032 do 0,044 W/mK
- odlično upija zvučnu energiju
- negoriv materijal, klasa negorivosti A1
- maksimalna radna temperatura 230°C
- otpornost na požar
- niža točka taljenja, oko 700°C
- visoka elastičnost materijala
- visoka zatezna čvrstoća
- otporna na eventualna mehanička oštećenja prilikom rukovanja

## Povijest
Prvi puta je mineralnu vunu proizveo Edward Parry 1840. u Walesu, iz šljake visokih peći, ali je imala štetno djelovanje na radnike, pa je proizvodnja ubrzo napuštena. Nakon toga se počela proizvoditi 1871., u mjestu Georgsmarienhütte, pokraj Osnabrücka (Njemačka).

## Zaštita na radu
Mineralna vuna kao materijal koji služi za toplinsku izolaciju u svom sastavu sadrži sljedeće: 
- najmanje 90 % umjetnih mineralnih vlakana koja posjeduju staklenu strukturu.
- sadrži umjetne smole do vrijednosti od 7 %.
- sadrži ulje, do 1 % ulja i drugih sastojaka, na primjer dodataka koja ne upijaju vodu.

### Hlapljivi i čvrsti sastojci mineralne vune
Umjetna smola tijekom proizvodnje mineralne vune koja se koristi u toplinskoj izolaciji postaje čvrstom zahvaljujući vreloj zračnoj struji na kojoj se obrađuju. Pri tome se iz umjetne smole uklanjaju štetne i hlapljive tvari (formaldehid, fenol). Tako u sastavu ovog proizvoda nakon ovakve obrade ostaje samo čvrsta umjetna smola (ne primjer bakelit). Mineralne vune kao toplinski materijali ne sadrže azbest, niti silikonsku prašinu.
Staklena i kamena vlakna u toplinskim materijalima uglavnom su srednje duljine koja iznosi nekoliko centimetara i imaju srednji promjer od 3 – 5 mikrometara. S obzirom na ovakve dimenzije (njihovu duljinu) teško da ih čovjek može udahnuti u pluća. No ovdje treba reći da se tijekom konfekcijskih i proizvodnih procesa formiraju vlakna koja kao takva mogu dospjeti u pluća čovjeka.

### Osip na koži
Tijekom obrade mineralne vune, odnosno postavlja toplinske izolacije, vlakna ovog materijala na koži mogu izazvati nadraženost kože. Glavni krivac odgovoran za ovakvu pojavu su nešto grublja i promjerom nešto veća vlakna (s promjerom od 5 mikrometara). S obzirom na svoju oštrinu ,ova se vlakna zavlače u vanjske dijelove naše kože i na taj način izazivaju neugodan osip na koži. Tijekom duljeg vremenskog kontakta s mineralnom vunom kao toplinskim izolatorom može rezultirati navikavanjem kože na osip; u ovom slučaju gruba vlakna mineralne vune i dalje su u neposrednom kontaktu s kožom i ona se i dalje zavlače u kožu, no koža postaje otporna na osip. 
Ovdje treba imati na umu činjenicu: iako koža nekih ljudi nakon nekog vremena postaje otporna na osip koji izazivaju vlakna mineralne vune, ipak kod takvih osoba i dalje postoji opasnost od pojave upale, kao i kod svih drugih. Važno je spomenuti da kontakt s mineralnom vunom kod osoba s već postojećim problemima i postojećom kožnom osjetljivošću, ovakve probleme i ovakvu osjetljivost može još dodatno pojačati.

### Alergije
Nisu poznate alergijske pojave koje bi prouzročila kamena i staklena vlakna. No mineralna vuna sadrži neke sastojke koji bi mogli uzrokovati određene probleme kod osoba koje su već alergične.

### Opasnost od prašine
Tijekom obrade mineralne vune stvara se prašina. Kao i svaka druga prašina mineralnog porijekla i ova prašina može izazvati određenu nadraženost očiju. Daljnje, zasigurno je moguća pojava privremene upalne nadraženosti dubokih dišnih putova, grla kao i nosne sluznice. U ekstremnijim slučajevima može se formirati kritična količina mineralne prašine, a kao posljedica može se javiti nepravilan rad i funkcioniranje organa za disanje.

### Kancerogena strana mineralnih vlakana
Sva vlakna odgovarajućih dimenzija (određene duljine i određenog promjera) mogu dospjeti u ljudski organizam i na taj se način štetno odraziti na naše zdravlje. Stoga postoji opravdana sumnja da na isti način mogu izazvati i rak. Ovako sitna vlakna ne možemo vidjeti golim okom, no to ih ne sprječava da se u zraku koji na radnom mjestu udišemo stvaraju u vrlo visokim koncentracijama, a razlog za to je prije svega nestručna obrada mineralne vune tijekom postavljanja toplinske izolacije i bez potrebno stvaranje prašine. Stoga odmah treba naglasiti da je vrlo važna preventivna mjera za eliminiranje bilo kakve opasnosti prije svega pravilno i stručno rukovanje ovim materijalom.
Za razliku od vlakana azbesta koja su sklona pojave efekta spljoštenosti, odnosno koja tijekom obrade postaju sve tanja i tanja, a time naravno i opasna za naše zdravlje, vlakna kamene i staklene vune lome se i tako postaju sve manja i manja. Istovremeno promjer im ostaje nepromijenjen, a jer se vlakna sve više smanjuju po dužini, ona u jednom trenutku mogu dosegnuti dužinu koja se može usporediti s česticama bilo koje druge prašine.
Postojanosti vlakana označava činjenicu da se vlakna moraju određeno vrijeme zadržati u plućima (ne dolazi do njihove razgradnje) kako bi izazvala rak. Tijekom tog vremena ona se zadržavaju u plućima i predstavljaju veliku opasnost za zdravlje čovjeka. Čim se vlakna uklone iz pluća ili se razlože na sasvim sitne komadiće (nisu više vlakna) prestaje opasnost od pojave raka u plućima.
Vlakna mineralne vune posjeduju neznatnu postojanost (brzo se razlažu). Ispitivanja biopostojanosti (biološke perzistentnosti) nedvojbeno pokazuju da se vlakna danas proizvedene staklene i mineralne vune biološki razlažu već nakon 40 dana. Vlakna kamene i staklene vune koje su se ranije proizvodile trebale su oko nekoliko stotina dana za potpunu razgradnju. Za usporedbu: vlakna plavog azbesta podložna su biološkoj razgradnji tek nakon više od 100 godina.

#### Najnovija istraživanja
Međunarodna organizacija za istraživanje raka ili IARC (engl. the International Agency for Research on Cancer) je objavila rezultate istraživanja kancerogenosti mineralne vune u listopadu 2002. Prema njihovom istraživanju jedino vatrostalna keramička vlakna, koja se koriste kao toplinska izolacija visokih temperatura na visokim pećima, spada u grupu 2B ili se sumnja u kancerogenost za ljude. S druge strane, uobičajene tržišne mineralne vune (kamena vuna, staklena vuna i mineralna vuna dobivena od šljake visokih peći) spadaju u grupu 3 ili ne smatraju se kancerogenim za ljude.